# Sabrina Simoni
Sabrina Simoni (Bologna, 16 ottobre 1969) è una direttrice di coro italiana.
Da dicembre 1995 a gennaio 2025 ha diretto e curato la formazione corale del Piccolo Coro dell'Antoniano di Bologna, in particolare durante lo Zecchino d'Oro.

## Biografia

### Formazione musicale
Nasce "artisticamente" all'età di otto anni, quando riesce a convincere i suoi genitori a farle studiare pianoforte. Studia pianoforte al Conservatorio Giovanni Battista Martini di Bologna diplomandosi nel 1994.  Successivamente si diplomerà prima in "Musica Corale e Direzione di coro" e poi in "Composizione" al Conservatorio Girolamo Frescobaldi di Ferrara. Dal 1987 al 1992 è insegnante di Pianoforte presso l'associazione musicale "Corpo bandistico città di Minerbio".
Negli anni 1992-1993 insegna musica presso alcune scuole primarie nel territorio bolognese. Dal 1991 si dedica alla Musica d'Insieme, costituisce e suona in trio per alcune manifestazioni locali e nell'ambito di rassegne musicali.
Dal 1993 al 2001 è direttrice del coro delle Verdi Note dell'Antoniano di Bologna.
Nel 2005 frequenta i corsi di canto gregoriano organizzati dal Pontificio istituto di musica sacra tenuti da don Alberto Turco. Nel 2006 conduce un'esperienza musicale nel reparto Pediatrico Ospedale Maurizio Bufalini di Cesena.

### Direttrice del Piccolo coro dell'Antoniano

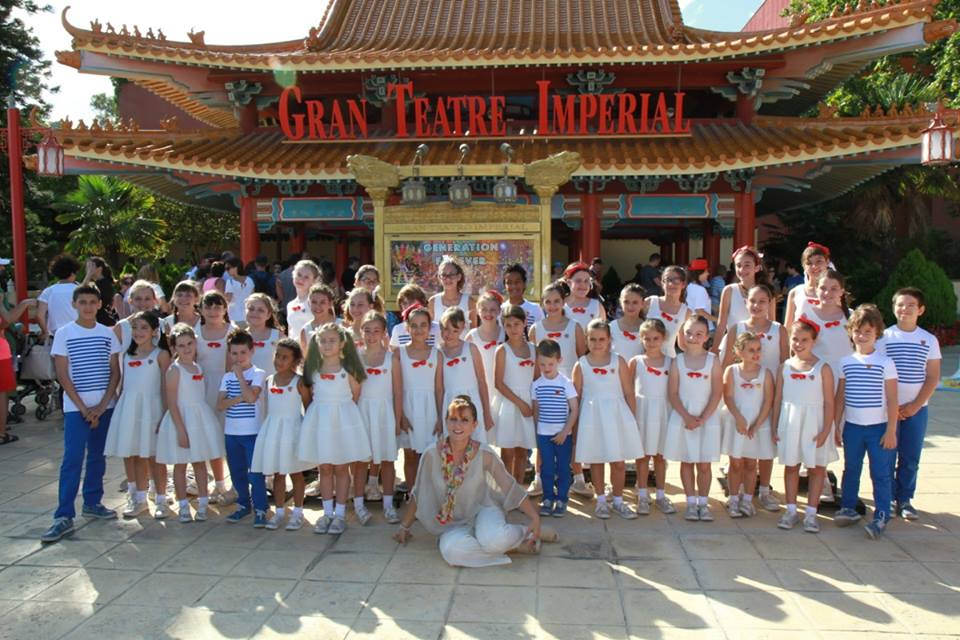
Tour Barcellona 2014 - PortAventura - Salou

Dal 1993 al 1995 ricopre il ruolo di assistente di Mariele Ventre, all'epoca direttrice e fondatrice del Piccolo Coro dell'Antoniano di Bologna. Dal 1994 al 1995 frequenta corsi di perfezionamento a Conservatoire européen de musique de Paris.
Nel dicembre 1995, in seguito all'aggravarsi delle condizioni di salute di Mariele Ventre e poi alla sua scomparsa nello stesso anno, diventa direttrice del Piccolo Coro dell'Antoniano, in particolare durante lo Zecchino d'Oro e tutte le trasmissioni televisive correlate, nonché tutte le produzioni discografiche. Contestualmente diviene membro di diritto delle commissioni musicali che selezionano i brani partecipanti allo Zecchino d'Oro e tutor musicali degli interpreti del concorso canoro. 
Durante il suo mandato, dirige il coro in numerosi concerti in tutto il mondo, tra le quali si ricordano alcune esibizioni alla presenza di pontefici, come Giovanni Paolo II e Francesco.
Dal 2015 al 2025 dirige il Piccolo Coro in una serie di concerti tenuti a Shanghai, Nanchino Pechino in occasione del Capodanno.
A causa di alcune divergenze con l'Antoniano e l'organizzazione dello Zecchino d'Oro, nel gennaio 2025 lascia la direzione del Piccolo Coro dell'Antoniano.

### Altre attività
Nel 2011 fonda l'associazione di promozione sociale Forme Sonore, che promuove corsi, seminari, sperimentazioni e produzioni in campo musicale e artistico grazie alla collaborazione di artisti, musicisti, pedagogisti e associazioni territoriali. Il progetto è attivo in tutt'Italia e ha ottenuto numerosi patrocini. Si dedica con particolare attenzione al mondo musicale per l'infanzia, la famiglia e l'adolescenza.

## Programmi televisivi
- Zecchino d'Oro (Rai 1, 1996-2024)
- Zecchino d'Oro - Speciale di Natale (Rai 1, 1996-2024)
- Quaranta Zecchini d'Oro (Rai 1, 1997)
- Gran galà dello Zecchino d'Oro (Rai 1, 2007)
- Soliti ignoti - Identità Nascoste (Rai 1, 2011)
- Festa dei Nonni (Rai Yoyo, 2012, 2015-2017)
- Festa del Papà (Rai Yoyo, 2013, 2015-2017)
- Festa della Mamma (Rai Yoyo, 2013, 2015-2017)
- 60 Zecchini (Rai 1, 2017)

## Vita privata
È sposata dal 2001 con Siro Merlo, musicista, compositore e produttore artistico.

## Pubblicazioni musicali e didattiche
- Favole inCanto, Ricordi, 2003, ISBN 8887018243.
- La tastiera incantata, Ricordi, 2003, ISBN 8887018251.
- Moltiplicanto. Canti e giochi per imparare le tabelline, Crealibri, 2014, ISBN 8896981824.
- Esprimo in canto e in musica, Pearson, 2018, ISBN 9788891908087. (con Siro Merlo)